# 格拉努西略
格拉努西略，是西班牙卡斯蒂利亚-莱昂萨莫拉省的一个市镇。 总面积33平方公里，总人口229人（2001年），人口密度7人/平方公里。